# Johann Caspar Hindersin

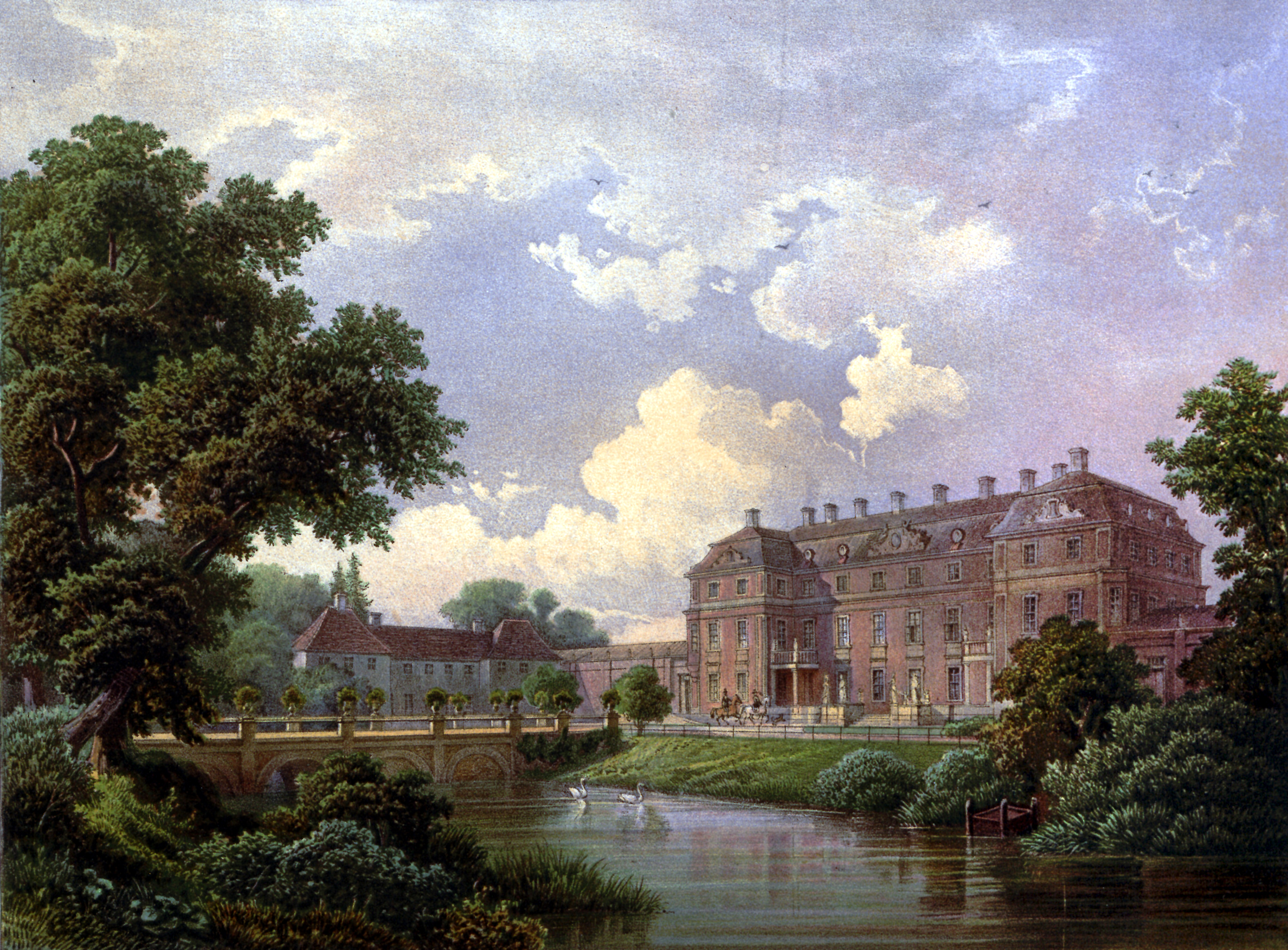
Schloss Schlobitten (um 1860), Sammlung Alexander Duncker

Johann Caspar Hindersin (* 19. April 1667 in Soldin, Neumark; † Ende April/Anfang Mai 1738) war ein preußischer Baumeister.
Hindersin war königlich-preußischer Landbaumeister für das Oberland. Er baute das Schloss Dohna-Schlobitten um, arbeitete auch im Schloss Dohna in Reichertswalde und errichtete 1730/31 das Barockschlößchen Davids für Feldmarschall Alexander Burggraf zu Dohna-Schlobitten im Kreis Preußisch Holland.

## Familie
Sohn des Johann Hindersin, Stadtrichter, Ratsverwandter, Kirchenprovisor und kurfürstlicher Salzkalfaktor in Soldin in der Neumark (heute Westpolen) aus einer Familie von im 16. Jahrhundert eingewanderten Schotten („Henderson“). Nach dem frühen Tod seines Bruders in Stolp wurde er Vormund seiner Neffen, darunter der Königsberger Bürgermeister zur Zeit Immanuel Kants, Daniel Friedrich Hindersin.